# Steven Berkoff
Leslie Steven Berks, más conocido como Steven Berkhoff (Stepney, Londres, 3 de agosto de 1937), es un actor, dramaturgo y director británico de origen neerlandés, famoso por interpretar papeles de villanos en populares películas como el general Orlov en la película de James Bond Octopussy, Victor Maitland en Beverly Hills Cop y el teniente coronel Podovsky en Rambo: First Blood Part II.

## Biografía
Es hijo del sastre Alfred Berks (Berkhoff) y Pauline Hyman, de ancestros judíos rumanos y rusos.
Su sobrino es el actor británico David Kennedy.
Estudió en la Raine's Foundation Grammar School de 1948 a 1950, en la Hackney Downs School, en la Webber Douglas Academy of Dramatic Art, en Londres en 1958, y en la École Jacques Lecoq, en París en 1965.
En enero de 1970 se casó con Alison Minto, pero más tarde la pareja se divorció.
En agosto de 1976 se casó con Shelley Lee, pero la pareja se divorció.

## Carrera
Es mecenas del Teatro Nightingale en Brighton (Sussex del Este) Reino Unido donde se practica el teatro alternativo.
En 1965 apareció por primera vez como invitado en la serie The Wednesday Play donde interpretó a un concejal durante el episodio "Sir Jocelyn, the Minister Would Like a Word". Ese mismo año apareció de nuevo en la serie, ahora interpretando al soldado de primera clase Gutkowski en el episodio "The Pistol".
En 1971 obtuvo un papel en la película A Clockwork Orange donde interpretó al detective de la policía Tom.
En 1975 apareció en la película Barry Lyndon donde dio vida a Lord Ludd.
En 1983 dio vida al general Orlov, un general soviético que trabaja con Kamal Khan, un príncipe afgano exiliado para bombardear una base aérea de los Estados Unidos en la película Octopussy, la decimotercera película de la saga del agente James Bond.
En 1984 se unió al elenco de la película Beverly Hills Cop donde interpretó a Victor Maitland, un comerciante de arte de Beverly Hills y contrabandista de mercancías ilícitas.
En 1985 interpretó al teniente coronel Podovsky, un comandante ruso que ayuda al ejército vietnamita comunista en la película Rambo II.
En 1986 se unió al elenco de la miniserie Sins donde dio vida a Karl Von Eiderfeld, un excomandante nazi.
En 1991 interpretó al fraile Savonarola en A Season of Giants.
En 1998 se unió al elenco de la película Legionnaire donde dio vida al sargento Steinkampf.
En el 2000 interpretó a Putifar, un oficial de la corte egipcia y jefe de la guardia de corps del faraón en la miniserie In the Beginning.
En el 2001 se unió al elenco de la película Attila donde dio vida al rey Rugila, el tío de Atila (Gerard Butler).
En el 2006 interpretó al oficial de carreras Ernst Hagemann en la película The Flying Scotsman.
En el 2010 se unió al reparto de la película The Tourist donde interpretó al gánster Reginald Shaw, que tenía 2000 millones que le había robado Alexander Pearce (Johnny Depp). Finalmente Shaw es asesinado luego de que le dispare un francotirador de la policía. La película obtuvo 278 millones de dólares.
En el 2011 se unió al elenco recurrente de la exitosa serie The Borgias donde dio vida al fraile Girolamo Savonarola, hasta el 2012 después de que su personaje fuera asesinado.
Ese mismo año apareció en la película The Girl with the Dragon Tattoo donde dio vida a Dirch Frode, el abogado de Henrik Vanger (Christopher Plummer).
En junio de 2014 se unirá al elenco recurrente de la segunda temporada de la serie Witches of East End donde dará vida al Rey Nikolaus, el patriarca de la familia Beauchamp.
En el 2016 se unió al elenco de la película Manhattan Night donde interpretó al magnate Hobbs.

## Filmografía

### Cine
- 1958: I Was Monty's Double, como extra.
- 1958: The Sheriff of Fractured Jaw, como extra.
- 1959: The Flesh and the Fiends, como Estudiante de medicina.
- 1959: The Captain's Table
- 1959: The Devil's Disciple, como Cabo británico.
- 1964: Hamlet (TV), como Lucianus.
- 1965: An Enemy of the State (TV), como Abogado defensor.
- 1967: Slave Girls, como John.
- 1968: Vendetta for the Saint, como Bertoli.
- 1971: Nicolás y Alejandra, como Pankratov.
- 1971: La naranja mecánica, como Det. Const. Tom
- 1975: El reportero, como Stephen.
- 1975: Barry Lyndon, como Lord Ludd.
- 1977: Joseph Andrews, como Greasy Fellow.
- 1980: McVicar, como Ronnie Harrison.
- 1981: Outland, como Sagan.
- 1982: Coming Out of the Ice (TV), como Atoman.
- 1983: Octopussy, como General Orlov.
- 1984: Beverly Hills Cop, como Victor Maitland.
- 1985: Underworld, como Hugo Motherskille.
- 1985: Rambo: First Blood Part II, como Teniente coronel Podovsky
- 1985: Revolution, como Sargento Jones.
- 1986: Sins (TV), como Karl Von Eiderfeld.
- 1986: Absolute Beginners, como El fanático.
- 1986: Under the Cherry Moon, como Mr. Sharon.
- 1987: Metamorphosis (TV), como Mr. Samsa.
- 1988: Prisoner of Rio, como Jack McFarland.
- 1988: War and Remembrance (TV), como Adolf Hitler.
- 1990: Silent Night (serie de TV), como Harry.
- 1990: The Krays, como George Cornell.
- 1991: The Tell-Tale Heart (TV), como El hombre.
- 1991: A Season of Giants (TV), como Savonarola.
- 1992: Intruders (TV), como Addison Leach.
- 1994: Decadence, como Steve / Les / Modisto de Helen.
- 1995: Fair Game, como Coronel Ilya Kazak.
- 1996: Flynn, como Klaus Reicher.
- 1997: Doppelganger: Backhander, Reggie (voz)
- 1997: Love in Paris: Vittorio DaSilva
- 1998: Legionnaire: Sgt. Steinkampf
- 2000: Rancid Aluminium: Mr Kant
- 2000: In the Beginning (TV): Putifar
- 2001: Hans Christian Andersen: My Life as a Fairy Tale (TV), como Meisling.
- 2001: Attila (TV), como Rey Rua.
- 2001: Beginner's Luck, como Magic Bob.
- 2002: NCS Manhunt (serie de TV), como George Rolf.
- 2002: Bokshu the Myth
- 2002: Riders, como Surtayne.
- 2002: 9 Dead Gay Guys, como Jeff.
- 2003: Hijos de Dune (miniserie) (TV), como Stilgar.
- 2004: Charlie, como Charlie Richardson Snr.
- 2004: Headrush, como El tío.
- 2004: Head in the Clouds, como Charles Bessé.
- 2004: Nyfes, como Karaboulat.
- 2005: The Headsman, como Inquisidor.
- 2005: Bosque de los dioses, como Comandante Hoppe.
- 2006: Marple: By the Pricking of My Thumbs (TV), como Freddie Eccles.
- 2007: PU-239, como Kurchatov.
- 2010: The Tourist, como Reginald Shaw.
- 2016: Manhattan Night, como Hoobs.

### Series de Televisión
| Año             | Título                                | Personaje                  | Notas                                           |
| --------------- | ------------------------------------- | -------------------------- | ----------------------------------------------- |
| 2017 - 2021     | Vikings                               | Rey Olaf                   | 40 episodios                                    |
| 2015 - presente | The Frankenstein Chronicles           | William Blake              | 2 episodios                                     |
| 2016            | Man Down                              | Mr. Klackov                | 2 episodios                                     |
| 2016            | Barbarians Rising                     | Augustus                   | 3 episodios - miniserie                         |
| 2014            | Witches of East End                   | Rey Nikolaus               | 5 episodios                                     |
| 2012            | Doctor Who                            | Shakri                     | episodio "The Power of Three"                   |
| 2011 - 2012     | The Borgias                           | Girolamo Savonarola        | 8 episodios                                     |
| 2006            | New Tricks                            | Ray Cook                   | episodio "Bank Robbery"                         |
| 2006            | Hotel Babylon                         | Mr. Wiltshire              | episodio # 1.8                                  |
| 2006            | Agatha Christie's Marple              | Mr. Eccles                 | episodio "By the Pricking of My Thumbs"         |
| 2003            | Seven Wonders of the Industrial World | John Roebling              | episodio "Brooklyn Bridge"                      |
| 2003            | Children of Dune                      | Stilgar                    | 3 episodios - miniserie                         |
| 2002            | NCS Manhunt                           | George Rolf                | episodio # 1.1                                  |
| 2001            | Jonathan Creek                        | Herman Grole               | episodio "Satan's Chimney"                      |
| 2000            | Randall & Hopkirk (Deceased)          | Mouth                      | episodio "Mental Apparition Disorder"           |
| 1998            | La Femme Nikita                       | Charles Sand/Carlo Giraldi | episodio "In Between"                           |
| 1997            | Star Trek: Deep Space Nine            | Hagath                     | episodio "Business as Usual"                    |
| 1994            | Space Precinct                        | Dr. Paul Jorry             | episodio "Deadline"                             |
| 1990            | Silent Night                          | Harry                      | -                                               |
| 1989            | Club X                                | Hagath                     | episodio del 20 de septiembre                   |
| 1988 - 1989     | War and Remembrance                   | Adolf Hitler               | 12 episodios - miniserie                        |
| 1986            | Sins                                  | Karl Von Eiderfeld         | 3 episodios - miniserie                         |
| 1983            | The Professionals                     | Krasnov                    | episodio "A Man Called Quinn"                   |
| 1981            | Play for Today                        | Kozlov                     | episodio "Beloved Enemy"                        |
| 1970 - 1971     | UFO                                   | Capt. Steve Minto          | 4 episodios                                     |
| 1971            | The Expert                            | Mike Barratt               | episodio "The Coat"                             |
| 1969            | The Saint                             | Carl/Bertoli               | 2 episodios                                     |
| 1968            | The Champions                         | Carlos                     | episodio "The Iron Man"                         |
| 1967            | Dixon of Dock Green                   | Dave Banks                 | episodio "The Climber"                          |
| 1967            | Softly Softly                         | Oficial Archer             | episodio "The Informant: Part 1: Rough Justice" |
| 1965            | An Enemy of the State                 | Abogado Defensor           | episodio "The Reckoning"                        |
| 1965            | The Avengers                          | Sager                      | episodio "The Gravediggers"                     |
| 1965            | The Wednesday Play                    | Soldado Class Gutkowski    | episodio "The Pistol"                           |
| 1964            | ITV Play of the Week                  | Pestryakov                 | episodio "Crime and Punishment"                 |
| 1963            | Corrigan Blake                        | Barman                     | episodio "Love Bird"                            |
| 1959            | The Third Man                         | Toni Da Costa              | episodio "Toys of the Dead"                     |

### VideoJuegos
| Año  | Título         | Personaje            | Notas                           |
| ---- | -------------- | -------------------- | ------------------------------- |
| 2007 | Heavenly Sword | Flying Fox           | prestó su voz para el personaje |
| 2004 | Killzone       | General Joseph Lente | prestó su voz para el personaje |

### Guionista
| Año  | Título                 | Notas      |
| ---- | ---------------------- | ---------- |
| 2002 | Shakespeare's Villains | documental |
| 2000 | East                   | video      |
| 1994 | Decadence              | obra       |
| 1991 | The Tell-Tale Heart    | corto      |
| 1990 | Greek                  | obra       |
| 1987 | Metamorphosis          | -          |
| 1984 | West                   | -          |

### Director
| Año  | Título    | Notas            |
| ---- | --------- | ---------------- |
| 2000 | East      | video - director |
| 1994 | Decadence | director         |

### Teatro
| Año  | Obra                | Personaje | Director (a)    | Teatro            | Notas                                                                     |
| ---- | ------------------- | --------- | --------------- | ----------------- | ------------------------------------------------------------------------- |
| 2002 | One Man             | -         | -               | -                 | -                                                                         |
| 1991 | Kvetch              | -         | Keith G. Miller | Blueprint Theatre | junto a Lee R. Sellars & Karen Pratt                                      |
| 1990 | Salome              | -         | David Thompson  | Phoenix Theatre   | junto a Katharine Schlesinger, Rory Edwards & Carmen Du Sautoy            |
| 1986 | Metamorphosis       | -         | -               | Mermaid Theatre   | junto a Linda Marlowe, Gary Olsen, Saskia Reeves & Tim Roth               |
| 1981 | Decadence           | -         | -               | Wyndham's Theatre | junto a Linda Marlowe                                                     |
| 1980 | Greek               | -         | -               | -                 | -                                                                         |
| 1975 | East                | -         | -               | -                 | -                                                                         |
| 1971 | Agamemnon           | -         | -               | -                 | -                                                                         |
| 1971 | The Glass Menagerie | -         | -               | Greenwich Theatre | junto a Helen Cherry                                                      |
| 1965 | Zoo Story           | -         | David Thompson  | Theatre Royal     | junto a Ewan Hooper                                                       |
| 1965 | Georges Dandin      | -         | David Thompson  | Theatre Royal     | junto a Ewan Hooper, Zena Walker, Edward Jewesbury & Tony Bateman         |
| 1964 | Coriolanus          | -         | Frank Dunlop    | Theatre Royal     | junto a Ian McKellen, Josephine Tewson, Antony Brown & Geoffrey Hutchings |
| -    | Metamorphosis       | -         | -               | -                 | junto a T.J. Meyers, Mijaíl Barýshnikov & Rene Auberjonois                |

### Poesía
- 2002: Requiem for ground zero (poema puesto en escena)

## Premios y nominaciones
| Año  | Categoría                                                                                                 | Premio      | Película      | Resultado |
| ---- | --- | ----------- | ------------- | --------- |
| 2010 | Best Ensemble Performance (junto a Ray Winstone, Ian McShane, John Hurt, Tom Wilkinson & Stephen Dillane) | SDFCS Award | 44 Inch Chest | Ganaron   |